# 2004년 태풍
2004년에는 4월 1일에 제1호 태풍 수달이 발생한 것을 시작으로, 연말까지 총 29개의 태풍이 발생하였다. 평균적으로 1년 동안 태풍 발생 개수가 26.7개인 것과 비교하면 높은 수치이다.

## 통계
이 문서에서는 2004년에 발생한 태풍들의 활동에 대해 기록하였다.
2004년에는 4월 19일에 제1호 태풍 수달이 발생한 것을 시작으로, 연말까지 총 29개의 태풍이 발생하였다. 평균적으로 1년 동안 태풍 발생 개수가 26.7개인 것과 비교하면 높은 수치이다.

### 월별 태풍 발생 개수
2004년 기록과 30년 평균 기록의 비교
| -                              | 1월       | 2월       | 3월       | 4월       | 5월       | 6월       | 7월       | 8월        | 9월        | 10월       | 11월       | 12월       |
| ------------------------------ | --------- | --------- | --------- | --------- | --------- | --------- | --------- | ---------- | ---------- | ---------- | ---------- | ---------- |
| 2004년 (누적)                  | 0 (0)     | 0 (0)     | 0 (0)     | 0 (0)     | 1 (1)     | 1 (2)     | 3 (5)     | 7 (12)     | 3 (15)     | 4 (19)     | 2 (21)     | 2 (23)     |
| 30년 평균 1971년~2000년 (누적) | 0.5 (0.5) | 0.1 (0.6) | 0.4 (1.0) | 0.8 (1.8) | 1.0 (2.8) | 1.7 (4.5) | 4.0 (8.5) | 5.5 (14.0) | 5.0 (19.0) | 3.9 (22.9) | 2.5 (25.4) | 1.3 (26.7) |

## 특징
- 한국에 영향을준 태풍이 13개로 2002년의 11개를 넘어 관측사상 최초로한국에 영향을준 태풍의수가 12개를 넘었다

## 활동한 태풍

### 제8호 태풍 팅팅(제명)
팅팅은 홍콩에서 제출한 태풍의 이름으로, 소녀의 애칭이다. 라이언록으로 제명되었다.

### 제18호 태풍 송다
태풍 송다(SONGDA)는 8월 28일부터 9월 7일까지 활동했고, 최저기압 925hPa를 기록한 2004년의 18호 태풍이다. 태풍의 길목에 놓였던 대한민국과 일본에 큰 피해를 주었다. 태풍 송다는 베트남에서 제출한 이름으로 강의 이름을 의미한다.

### 제26호 태풍 머르복(므르복)
- 아시아에서 가장 짧은 수명의 태풍이다.